# Marios Hadjiandreou
Marios Hadjiandreou (griechisch Μάριος Χατζηανδρέου, Mários Chatziandréou; * 19. September 1962 in Nikosia) ist ein ehemaliger zyprischer Dreispringer.
1982 wurde er Siebter bei den Commonwealth Games in Brisbane und 1986 Achter bei den Halleneuropameisterschaften in Madrid. 1987 schied er bei den Weltmeisterschaften in Rom in der Qualifikation aus und siegte bei den Mittelmeerspielen.
Im Jahr darauf wurde er Sechster bei den Halleneuropameisterschaften in Budapest. Bei den Olympischen Spielen in Seoul kam er nicht über die Vorrunde hinaus. 1990 siegte er bei den Commonwealth Games in Auckland und wurde Zehnter bei den Europameisterschaften in Split. 1991 verteidigte er seinen Titel bei den Mittelmeerspielen, scheiterte aber bei den Weltmeisterschaften in Tokio in der ersten Runde. Auch bei den Olympischen Spielen 1992 in Barcelona und bei den Weltmeisterschaften 1995 in Göteborg schied er in der Qualifikation aus.

## Bestleistungen
- Dreisprung: 17,13 m, 11. Juli 1991, Athen
  - Halle: 16,88 m, 20. Februar 1988, Piräus